# Камена колевка
Камена колевка (енгл. Stone Cradle) роман Луизе Даути (енгл. Louise Doughty, 1963), енглеске књижевнице и сценаристе, објављен 2006. године у издању Simon & Schuster.

## О делу
Поред романа Ватре у мраку који се бави ромском тематиком, Луиза Даути написала је и роман Камена колевка који се бави истом темом. Како је рекла у разговору за "Travellers’ Times", Камена колевка представља историју њене породице.
Ауторка признаје да не познаје поуздано властиту фамилијарну историју, али претпоставља да су њени преци пореклом калдерашки Роми из Румуније који су у Велику Британију стигли средином 19. века. У нешто ближој историји, њен се прадеда бавио трговином коњима, док су бака по оцу и њена генерација припадали последњима који су још живели номадски. Те приче заједно с причама које јој је приповиједао отац чине материјал романа Камена колијевка.
Елијах Смит је рођен на гробљу цркве у Верингтону, селу у Сокеу у Питербороу. То вам могу са сигурношћу рећи, пошто сам ја његова мајка и била сам тамо у то време. - Тако почиње прича о Клементини Смит, младој девојци која рађа свог ванбрачног сина Елијаха.
Док се Роми боре да преживе промене двадесетог века, Луиза Даути исцртава пут једне породице кроз прогон и трагедију, питајући се да ли ромски дух може да преживи у веку у којем више нема места за њих?
Камена колевка је роман о три генерације једне ромске породице у Енглеској, док се суочавају са породичним животом, љубављу и браком, заједно са променама и преокретима за путујуће људе на прелазу из деветнаестог века. Клементина Смит је тек млада девојка када рађа свог ванбрачног сина, Елијаха, и док су други пуштени на пут за мање, Клементинини родитељи се држе ње и Елијах одраста веома вољен у својој малој, али збијеној породици. Али онда упознаје Роуз, девојку која није Ромкиња. Засновано на породичној историји Луиз Даути, роман је љубавни троугао између мајке, сина и његове жене који се пита да ли ромски дух и традиција могу да опстану док се рурална Британија усељава у савремени свет.